# Municipio de Agassiz
El municipio de Agassiz (en inglés: Agassiz Township) es un municipio ubicado en el condado de Lac qui Parle en el estado estadounidense de Minnesota. En el año 2010 tenía una población de 103 habitantes y una densidad poblacional de 1,07 personas por km².

## Geografía
El municipio de Agassiz se encuentra ubicado en las coordenadas 45°12′21″N 96°17′53″O / 45.20583, -96.29806. Según la Oficina del Censo de los Estados Unidos, el municipio tiene una superficie total de 96.59 km², de la cual 89,36 km² corresponden a tierra firme y (7,49 %) 7,23 km² es agua.

## Demografía
Según el censo de 2010, había 103 personas residiendo en el municipio de Agassiz. La densidad de población era de 1,07 hab./km². De los 103 habitantes, el municipio de Agassiz estaba compuesto por el 100 % blancos. Del total de la población el 0 % eran hispanos o latinos de cualquier raza.